# ميخائيل بينيت (لاعب كرة قدم أمريكية أمريكي)
ميخائيل بينيت (بالإنجليزية: Michael Bennett)‏ هو لاعب كرة قدم أمريكية أمريكي، ولد في 13 نوفمبر 1985 في أفوندال في الولايات المتحدة.

## وصلات خارجية
- ميخائيل بينيت على موقع مرجع كرة القدم المحترفة.كوم (الإنجليزية)
- ميخائيل بينيت على موقع كلية كرة القدم في سبورتس رفرنس.كوم (الإنجليزية)
- ميخائيل بينيت على موقع ميوزك برينز (الإنجليزية)